# Джендуба
Джендуба (араб. جندوبة, до 30 квітня 1966 р. — Сук-ель-Арбаа (араб. سوق الأربعاء)) — місто в Тунісі, центр однойменного вілаєту. Знаходиться за 154 км від столиці та за 50 км від кордону з Алжиром. Населення — 43 997 чол. (2004).
У місті діє спортивний клуб Джендуба Спорт.
| Туніс | Це незавершена стаття з географії Тунісу. Ви можете допомогти проєкту, виправивши або дописавши її. |

1. ↑  GEOnet Names Server — 2018.